# Badminton-Europapokal 1982
Die 5. Auflage des Badminton-Europapokals fand 1982 im belgischen Edegem statt. Hierbei setzte sich der dänische Titelverteidiger Gentofte BK durch. Er besiegte im Finale den niederländischen Vertreter BC Duinwijck mit 6:1, nachdem man im Halbfinale den deutschen Vertreter TuS Wiebelskirchen klar mit 6:1 ausgeschaltet hatte. Für den BC Duinwijck waren dagegen die erfolgreicheren Jahre vorbei, und auch national verlor man die Dominanz in der Liga.

## Die Ergebnisse
| Gruppe A               |     |                        |
| TuS Wiebelskirchen     | 6–1 | Racing Club de France  |
| Ailesbury BC           | 7–0 | CRA da Avenida         |
| TuS Wiebelskirchen     | 5–2 | Ailesbury BC           |
| Racing Club de France  | 3–4 | CRA da Avenida         |
| TuS Wiebelskirchen     | 7–0 | CRA da Avenida         |
| Ailesbury BC           | 2–5 | Racing Club de France  |
| Gruppe B               |     |                        |
| Gillesports Penarth BC | 4–3 | ASKÖ Landskron         |
| SC Olve                | 7–0 | BC Sankt Gallen        |
| ASKÖ Landskron         | 6–1 | BC Sankt Gallen        |
| Gillesports Penarth BC | 5–2 | SC Olve                |
| ASKÖ Landskron         | 1–6 | SC Olve                |
| Gillesports Penarth BC | 6–1 | BC Sankt Gallen        |
| Gruppe C               |     |                        |
| TB Reykjavík           | 4–3 | Kristiansand BK        |
| TB Reykjavík           | 5–2 | County BC              |
| County BC              | 5–2 | Kristiansand BK        |
| Viertelfinale          |     |                        |
| BC Duinwijck           | 4–3 | TB Reykjavík           |
| BMK Aura               | 6–1 | Gillesports Penarth BC |
| Halbfinale             |     |                        |
| BC Duinwijck           | 4–3 | BMK Aura               |
| Gentofte BK            | 6–1 | TuS Wiebelskirchen     |
| Finale                 |     |                        |
| Gentofte BK            | 6–1 | BC Duinwijck           |